# 肉球皱蟹
肉球皱蟹（学名：Leptodius sanguineus）为扇蟹科皱蟹属的动物。分布于日本、夏威夷、波利尼西亚、澳大利亚经印度洋至红海及非洲东岸、台湾岛以及中国大陆的西沙群岛、海南岛等地，生活环境为海水，常见于沿岸带的岩石下及石缝中或珊瑚礁浅水中。
种加词中“sangui”為“血的”、“血紅的”，用于形容原作者所發現的個體為“體色白，並混雜有紅色”。